# Superintendencia General de Policía

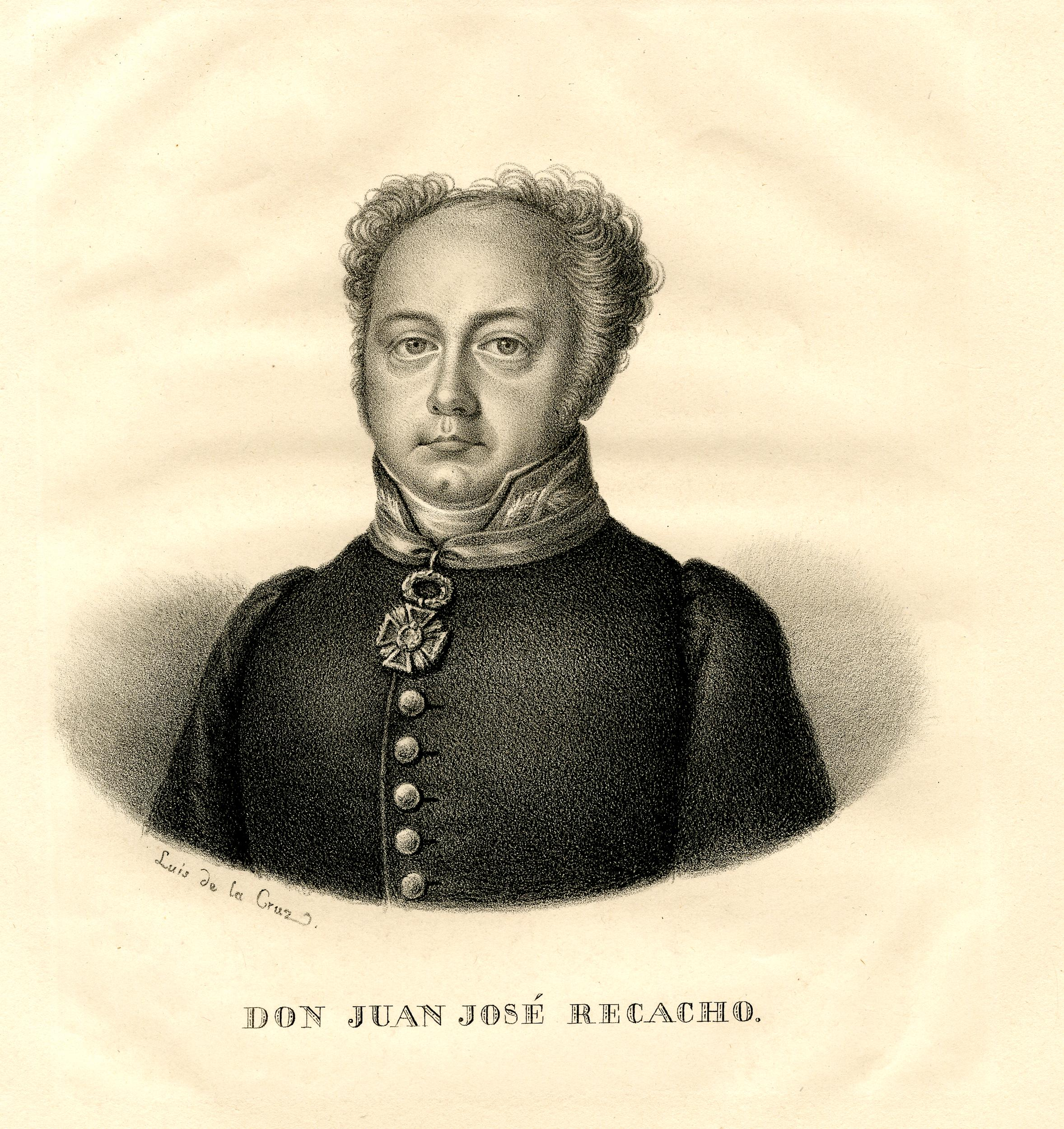
Juan José Recacho, el superintendente de policía que en mayo de 1825 sustituyó a Mariano Rufino González quien a su vez había reemplazado en el verano del año anterior al primer superintendente José Manuel de Arjona. Recacho poco después de tomar posesión del cargo hizo público un bando que condenaba con penas de prisión a los que difundieran rumores y papeles en contra del gobierno, porque lo que hacían eran ayudar a la revolución, «convirtiéndose en instrumentos ciegos de la democracia, pues ponen de hecho en egercicio [sic] el principio de la soberanía popular, destructor de toda monarquía».

La Superintendencia General de Policía fue la  primera administración de policía de ámbito nacional creada en España.  La estableció el rey absoluto Fernando VII en el inicio de la Década Ominosa mediante un Real Decreto promulgado el 13 de enero de 1824. Como ha señalado Jean-Philippe Luis, con su implantación «se dio un paso importante hacia la creación de una verdadera policía moderna». Sin embargo, como ha advertido Juan Luis Simal, su aparición «estuvo íntimamente ligada a la represión y control de los liberales, una tendencia general en la Europa de la Restauración». Como se decía en el decreto de creación tenía el compromiso de «reprimir el espíritu de sedición».
Al frente del nuevo organismo figuraba un superintendente general de policía, del que dependían los superintendentes de policía provinciales y de éstos los subdelegados de partido.

## Antecedentes
En junio de 1823 la Regencia absolutista nombrada el mes anterior por el duque de Angulema, comandante supremo del ejército francés conocido como los Cien Mil Hijos de San Luis que había invadido España en abril para «liberar» al rey Fernando VII del «cautiverio» al que le tenía sometido el régimen liberal, estableció, siguiendo el modelo francés, la Superintendencia General de Vigilancia Pública, dependiente del recién instituido Ministerio del Interior. En el decreto de fundación se decía que «su principal cuidado es velar sobre la conducta de las personas que se hayan hecho o se hagan sospechosas por sus opiniones y principios contrarios a la Religión y al Trono». Era, pues, un instrumento de la represión indiscriminada que se había desatado contra los liberales en la zona controlada por la Regencia y que había obligado a intervenir al duque de Angulema promulgando en agosto la Ordenanza de Andújar, aunque en seguida quedó prácticamente sin efecto.
Según Emilio La Parra López, «el cometido del nuevo organismo no difería gran cosa del de la antigua Inquisición», pero presentaba una gran diferencia: que «los policías dependían por entero de la autoridad estatal», y no de la Iglesia. Esta fue la razón por la que los «ultras» rechazaron la nueva institución ―cerraba las puertas a su reivindicación más emblemática: la restauración del Santo Oficio abolido durante el Trienio Liberal ―, además de que tenía un origen «francés» que los «ultras» asociaban con la «revolución». Según La Parra, la presión de los «ultras» acabó surtiendo efecto y el gobierno nombrado por la Regencia encabezado por el antiguo confesor real Victor Damián Sáez, suprimió la Superintendencia de Vigilancia y el Ministerio del Interior. Sin embargo, según Josep Fontana, Fernando VII fue quien suprimió el Ministerio del Interior tras recuperar su poder absoluto el 1 de octubre, pero decidió mantener la Superintendencia general de vigilancia pública, y a finales de noviembre nombró a José Manuel de Arjona como nuevo superintendente. Arjona sería el encargado de transformarla en la definitiva Superintendencia General de Policía del Reino. Arjona estuvo en el cargo hasta el verano de 1824 en que fue sustituido por Mariano Rufino González.

## Historia
El 13 de enero de 1824, un mes después de haber nombrado a principios de diciembre un gobierno absolutista «moderado» ―por la presión de las potencias europeas de la Cuádruple Alianza y de Francia―, que sustituyó al gobierno «ultra» de Damián Sáez, Fernando VII promulgó un real decreto por el que creaba la Superintendencia General de Policía, un organismo centralizado dependiente de la Secretaría del Despacho de Gracia y Justicia que ostentaba el absolutista «reformista» Narciso Heredia, conde consorte de Ofalia, que sería sustituido solo unos días después por el «ultra» Francisco Tadeo Calomarde, al pasar Ofalia a la Secretaría del Despacho de Estado.
Ofalia le había presentado una exposición al rey en noviembre de 1823 en la que le decía que «para robustecer y cimentar el principio monárquico sobre bases indestructibles» conviene el establecimiento de una policía general, «no para oprimir y vejar a los vasallos, sino para afianzar la seguridad del Estado», «para dar seguridad y garantía a la propiedad» y «para atender a la seguridad de los caminos y despoblados y a la limpieza y aseo y ornato de las poblaciones». Y estas funciones no las podía desempeñar la Inquisición, bajo la autoridad de la Iglesia y que acabaría siendo controlada por los «ultras» si era restaurada, sino que debían ser ejercidas por la autoridad civil. Y además las potencias europeas presionaban para regular y «moderar» las medidas represivas contra los liberales.
Fue precisamente a finales de ese mes de noviembre cuando Fernando VII nombró a José Manuel de Arjona al frente de la Superintendencia General de Vigilancia Pública para que la transformara en la nueva Superintendencia General de Policía. Según Josep Fontana, «el cambio de “vigilancia” a “policía” no era tan sólo de nombre, ya que implicaba una nueva forma de concebir la función de este cuerpo. Porque, si bien es cierto que una de las tareas esenciales de la policía que ahora se creaba seguía siendo la de vigilar, también abarcaba toda una serie de otras actividades, como hacer los padrones de habitantes, extender todo tipo de licencias, recoger a los mendigos y a los gitanos, informar sobre las cosechas y sobre el abastecimiento de subsistencias, controlar pesos y medidas, ocuparse de prevenir los incendios o de avisar de la aparición de enfermedades epidémicas, etc.». Entre sus cometidos también se encontraban los registros de vehículos de transporte, la concesión de licencias de apertura de establecimientos y el control de la venta ambulante y callejera. Como ha señalado Josep Fontana, «era una forma de entender las funciones de la policía parecida a la que se le atribuían habitualmente en los estados modernos». «Nacía, pues, para establecer un control absoluto sobre la población», ha concluido Emilio La Parra.
Para llevar a cabo el control de la población se obligó a poner nombre a las calles y número a las casas, paso previo para establecer las «cartas de seguridad», en las que constaba el nombre, el domicilio, la edad y el aspecto físico, y que debían obtener y renovar cada año todos los hombres mayores de dieciséis años y las mujeres, viudas o solteras, que fuesen cabeza de familia. La «carta de seguridad» era el requisito previo imprescindible para obtener el pasaporte que se exigía para desplazarse de una localidad a otra y que también expedía la policía.
Aunque en teoría la policía creada por el real decreto del 13 de enero de 1824 «era una institución moderna orientada principalmente para garantizar el orden», el grueso de su actividad «en la práctica» se orientó, como ha destacado Emilio La Parra, a «la represión de la disidencia política, porque se consideró la causa principal del desorden», «en consecuencia, desde el comienzo quedó olvidado el fomento del bienestar de los individuos, propiedades y lugares previsto en el decreto de creación de este organismo». Para alcanzar ese objetivo constituyó una administración propia, encargada también de la inspección de la correspondencia, y una red de agentes y de informadores infiltrada «no sólo en los medios opositores al régimen, dentro y fuera de España, sino también en las diferentes instituciones y lugares públicos» y que se demostrará muy eficaz en «desmantelar los numerosos complots que existen durante todo el período».
También se ocupó de vigilar a los «ultras» por lo que la animadversión entre ellos y la policía «se fue incrementando con el tiempo». En un informe de 1825 el superintendente de policía Juan José Recacho, que había sustituido a Mariano Rufino González, acusado de organizar una campaña de anónimos para desacreditar al gobierno, denunció la proliferación de papeles y peticiones a favor de la Inquisición, cuyo restablecimiento «es la arma con que los partidarios del desorden [los ultras] quieren hacerse fuertes  y tomar un ascendiente firme y poderoso no sólo contra el partido liberal, en la actualidad impotente, sino también sobre todo el Pueblo, sobre el Gobierno y sobre el mismo Trono». Sus objetivos son «el hacerse del poder y saciar la venganza» y en realidad solo desean la Inquisición para «abusar de la misma institución persiguiendo y haciendo desaparecer por primeras víctimas a todos los leales que rodena a V.M. y son verdaderos defensores de sus Augustos derechos y Real Autoridad».
En agosto de 1827, en plena guerra de los agraviados, el rey, siguiendo probablemente los consejos del «ultra» Calomarde, cambió los estatutos de la policía, acentuando la dependencia de la Secretaría del Despacho de Gracia y Justicia que detentaba Calomarde ―a partir de ese momento los superintendentes provinciales los nombraría este y no el superintendente general― y ciñendo sus competencias a las estrictamente políticas: el mantenimiento de la seguridad del Estado y el orden político absolutista.
El superintendente general de policía también presidía la Junta Reservada de Estado, integrada por ocho miembros, seis de ellos eclesiásticos ―uno de ellos, con funciones de vicepresidente, era Raimundo Ettenhard, antiguo decano del Consejo de la Suprema Inquisición―. Creada el 24 de noviembre de 1823 aunque no se la dotó de reglamento hasta abril del año siguiente, la Junta estaba encargada de la censura de los libros contrarios al absolutismo y al dogma católico, y además tenía asignada la misión de elaborar listas de personas partidarias del sistema constitucional, en especial, los miembros de las sociedades secretas, los antiguos miembros de la Milicia Nacional y los cargos de los ayuntamientos constitucionales. Como ha señalado Emilio La Parra, «la pervivencia del espíritu inquisitorial era manifiesta».